# Janez Koželj
Janez Koželj, slovenski arhitekt, politik in pedagog, * 19. avgust 1945, Ljubljana.
Koželj je leta 1973 diplomiral na bivši ljubljanski Fakulteti za arhikteturo, gradbeništvo in geodezijo. Tam oziroma kasneje na novo ustanovljeni Fakulteti za arhitekturo je zaposlen od leta 1974, od 1996 kot redni profesor profesor za arhitekturo mesta in urbanistično planiranje, predava pa tudi na Biotehniški fakulteti v Ljubljani. V letih 1974-1994 je bil glavni in odgovorni urednik revije Arhitektov bilten. Ob delu za natečaje je razvijal nove teoretske temelje urbanističnega snovanja s poudarkom na tipologijo mestne stanovanjske arhitekture. Ukvarjal se je s prenovo Ljubljane. Uveljavil se je tudi kot pisec in kritik: z A. Vodopivcem je izdal knjigo Tipologija mestne stanovanjske arhitekture - Vprašanje umetnosti gradnje (1987 in 1991), z A. Hrauskym in D. Prelovškom pa je objavil 3 vodnike po arhitekturi J. Plečnika (Plečnikova Ljubljana, 1996; Jože Plečnik – Dunaj, Praga, Ljubljana, 2006; Plečnik na tujem, 1998) in monografijo Maks Fabiani (2010). 
Med njegovimi zgrajenimi projekti so najbolj pomembni: poslovno stanovanjska hiša na Poljanski cesti v Ljubljani 1988, telovadna dvorana Poljane v Ljubljani 1991, stanovanjska hiša v stavbnem otoku Novi Tabor v Ljubljani 1991, skupina stanovanjskih hiš v Gradcu, Avstrija 1998, zabaviščno trgovski center Portoval v Novem mestu (soavtor Jože Jaki) 2003 in viadukt Črni Kal (soavtor in konstruktor M. Pipenbaher) 2004.
Leta 2006 je bil na Listi Zorana Jankovića izvoljen v Mestni svet Mestne občine Ljubljana in bil nato imenovan za podžupana za področje urbanizma ter na tej funkciji začel uresničevati svojo vizijo dolgoročnega razvoja mesta, ki se osredotoča bolj na prenavljanje  kot na novogradnje in na izboljševanje kvalitete življenja v mestu.   
Je častni član Zbornice za arhitekturo in prostor (ZAPS). 